# Гибер, Жозеф-Ипполит
Жозеф-Ипполит Гибер (фр. Joseph-Hippolyte Guibert; 13 декабря 1802, Экс-ан-Прованс, Первая французская республика — 8 июля 1886, Париж, Франция) — французский кардинал. Епископ Вивьера с 24 января 1842 по 19 марта 1857. Архиепископ Тура с 19 марта 1857 по 27 октября 1871. Архиепископ Парижа с 27 октября 1871 по 8 июля 1886. Кардинал-священник с 22 декабря 1873, с титулом церкви Сан-Джованни-а-Порта-Латина с 15 июня 1874.